# Личано (Терамо)
Личано (итал. Licciano) је насеље у Италији у округу Терамо, региону Абруцо.
Према процени из 2011. у насељу је живело 10 становника. Насеље се налази на надморској висини од 969 м.